# Iraniodes bilinealis
Iraniodes bilinealis är en fjärilsart som beskrevs av Hans Georg Amsel 1961. Iraniodes bilinealis ingår i släktet Iraniodes och familjen mott. Inga underarter finns listade i Catalogue of Life.